# Mottram in Longdendale
Mottram in Longdendale – wieś w Anglii, w hrabstwie ceremonialnym Wielki Manchester, w dystrykcie metropolitalnym Tameside. Leży 15 km na wschód od centrum miasta Manchester.